# Garaje residencial
Garaje residencial es un local de la vivienda destinado a guardar automóviles. El término deriva del francés garage y este a su vez del verbo garer, que significa guardar 
Dado que se trata de un local que ocupa un gran porcentaje de la superficie de la mayoría de las viviendas, también puede estar asociado a áreas de guardado o bricolaje.

## Aspectos lingüísticos
En muchos países de Hispanoamérica, el extranjerismo (galicismo) garage (pronunciación en francés: /ɡa.ʁaʒ/) se escribe como tal (es decir, en su forma cruda), pues allí retiene su pronunciación francesa. De acuerdo a la Real Academia Española, la grafía con «g» es correcta si la palabra se escribe en bastardilla (dando cuenta de que se trata de un vocablo extranjero), pero su uso es incorrecto sin bastardilla, pues en el castellano hablado en España se ha adaptado como «garaje», tal como allí se pronuncia. Sucede que las adaptaciones al castellano de los vocablos franceses terminados en «–age» que ha realizado la Real Academia Española a lo largo de la historia no han sido independientes, en ningún caso, a la forma en que estas se pronuncian en el castellano hablado en España; por el contrario, las han oficializado. Así, la regla de adaptar «–age» como «–aje» las incluyó a todas, pues allí a todas ellas las pronuncian de igual manera (como en el caso de la adaptación «bricolaje», que, coincidentemente, tampoco se pronuncia así en Hispanoamérica, pues en dicha región retine su pronunciación francesa y por eso no se adapta, escribiéndose bricolage). En ese sentido, un caso interesante resulta el extranjerismo beige, no adaptado por la Real Academia Española como «beije» como cabría esperar, sino como «beis», (teniendo en cuenta que acaba en -eige y no en -age) dada, precisamente, la particular forma en que esa palabra se pronuncia en España (tanto el vocablo como la letra «s», algo no menor). Como se puede ver, si el vocablo garage se pronunciase en España como en francés e Hispanoamérica, su adaptación reglamentada no sería «garaje» sino «garás». Curiosamente, empero, esta última adaptación tampoco sería correcta para Hispanoamérica, pues la «s» no representa allí tal fonema.

## Origen e historia

En la imagen puede verse el garaje de una antigua casa chorizo de Argentina junto al de un edificio moderno vecino.

La necesidad de garaje en las viviendas es originada por el automóvil. Este invento desarrollado a finales del siglo XIX ha ingresado en la sociedad de manera muy rápida, gracias no solo a su utilidad sino también a grandes avances productivos como la cadena de montaje de Henry Ford.
Si bien el guardado y protección del automóvil fue necesario desde su comienzo, fue solo con su popularización que se dio a partir de la década de 1930 que el garaje residencial hizo su aparición como tal. En un principio se utilizaban para ese fin espacios ya existentes, y de uso equivalente, como las cocheras y caballerizas, las cuales estaban presentes en las antiguas residencias de las clases acomodadas. Como es lógico, esos sectores fueron los primeros poseedores de los automóviles. 
Muchas residencias urbanas de estilos historicistas, como los petit hôtels de París, Bruselas o Buenos Aires de comienzos del siglo XX, incorporaron el garaje debajo de su piano nobile, aumentando la altura correspondiendo al piso de servicio. En cambio, cuando la construcción se retiraba de la línea municipal, era posible generar una pendiente que condujera a un garaje en semisótano, lo que permitía bajar el piso de servicio (destinado en este caso a garaje) y, en consecuencia, también acortar la escalera que conducía directamente desde la entrada principal hacia el piano nobile. Esto tenía un doble propósito: por un lado, mantenía la tipología original y, por el otro, no perdían superficie ni jerarquía las áreas de recibo, dado que el automóvil debajo no podía robarles espacio al estar debajo.
Las viviendas posteriores, en cambio, cambiaron su tipología arquitectónica para incluir este espacio desde el origen. Según el tamaño del terreno, se articulaba como parte de la fachada o como una construcción anexa ubicada generalmente al fondo.
Los edificios de propiedad horizontal suelen tener un garaje común donde se puede comprar o alquilar una plaza de estacionamiento en una planta del mismo.
En estos edificios de apartamentos, el garaje suele estar situado en el sótano y puede consistir en espacios privados individuales totalmente cerrados llamados "box" ("box" significa "caja" en inglés, como muchos otros términos relacionados con los automóviles, este término proviene del vocabulario ecuestre de origen inglés y designaba originalmente la pieza del edificio cerrado que albergaba caballos en una caballeriza). En otras ocasiones se trata simplemente de espacios delimitados con pintura en el suelo cumpliendo las normas de espacio y circulación. Generalmente suelen estar en los sótanos.
En otros lugares, y especialmente en las viviendas suburbanas donde los residentes dependen más de los automóviles, el garaje a menudo está en la planta baja e integrado en la casa. 
También se llama garaje un lugar profesional (taller mecánico) para llevar a cabo trabajos de reparación en los vehículos.

## Otros usos del garaje residencial
El garaje de una vivienda suele servir también como zona de almacenamiento adicional, lugar para guardar diversas herramientas, lugar para el mantenimiento del coche (bicicletas, motos, etc.), taller de bricolaje o incluso espacio habitable, quedando el coche aparcado en el exterior.
Desde finales del siglo XX existe una tendencia en algunas zonas a que los usuarios transformen sus espacios de garajes dentro de la vivienda unifamiliar en otra estancia análoga a las demás estancias de la vivienda principal. Se tienen en cuenta el aislamiento, los revestimientos del suelo y soluciones prácticas, pero también estéticas. A veces la nueva pieza resultante puede usarse simplemente para guardar herramientas y otros accesorios.

## En Australia
Las casas australianas suelen tener un garaje para uno, uno y medio o dos coches, y algunas casas nuevas tienen un garaje triple, con una puerta doble y otra sencilla. Antes de la década de 1970, la mayoría de los garajes estaban separados de la casa y solían estar situados más atrás, con el camino de entrada pasando por el lado de la casa, algo habitual en las antiguas casas de fibra, pero no raro en las primeras casas de ladrillo. Las puertas más comunes en estos garajes eran dos puertas de madera tipo granero con una puerta de acceso de tamaño estándar en el lateral del garaje o la puerta B&D Rolla, que se describe a continuación.
La puerta de garaje más común hasta la fecha en Australia es la B&D Rolla Door, que existe desde 1956 y sigue siendo muy utilizada en la actualidad. Se trata de una puerta de chapa de acero ondulada, flexible pero resistente, que se desliza por raíles y rueda alrededor de un tambor montado sobre la abertura de la puerta en el interior del garaje. Las hay manuales y eléctricas con mando a distancia (conocidas como Control-a-Door), con kits de conversión disponibles. El cierre se realiza mediante una cerradura con llave situada en el centro de la puerta que mueve dos barras deslizantes cuadradas dentro y fuera de los orificios de los raíles de la puerta, bloqueándola y desbloqueándola, o mediante la cerradura de solenoide del motor automático.
Las casas más nuevas cuentan con puertas elevadoras de paneles basculantes de estilo americano que se deslizan hacia arriba sobre un carril en el techo mediante un motor y una cadena de transmisión. Desde finales de la década de 1970, la mayoría de los garajes, si no todos, están adosados, y a lo largo de los años 80 se hizo más común tener una puerta de acceso a la vivienda desde el garaje cuando el diseño lo permitía, mientras que ahora es algo habitual. La mayoría de los bloques de viviendas más antiguos de Australia tienen garajes en la planta baja a los que se accede a través de un pasillo común y puertas de acceso, que desembocan en una entrada común. Los más nuevos tienen ahora aparcamiento subterráneo.
En Australia existen directrices estrictas a la hora de construir una vivienda y el tamaño del garaje debe ajustarse a las normas de estándares de Australia Standards Australia. El tamaño mínimo de un garaje individual es de 3,0 m × 5,4 m y el de uno doble es de 5,4 m × 5,4 m. Sin embargo, para que quepan cómodamente dos coches en un garaje doble es típico que tenga un tamaño de 6,0 m × 6,0 m (19,7 pies × 19,7 pies).

## En América del Norte

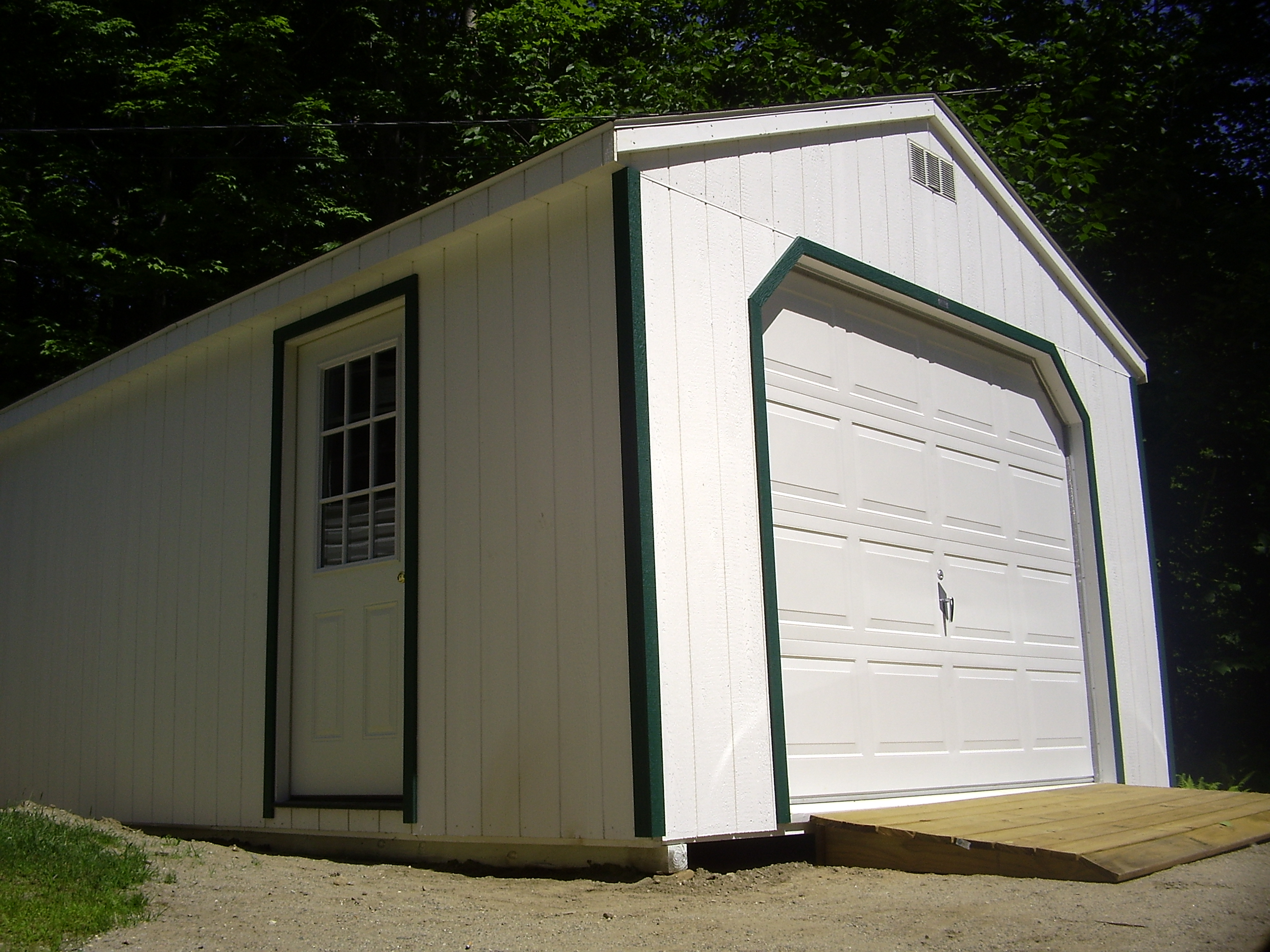
Un garaje moderno para un coche, en Estados Unidos.

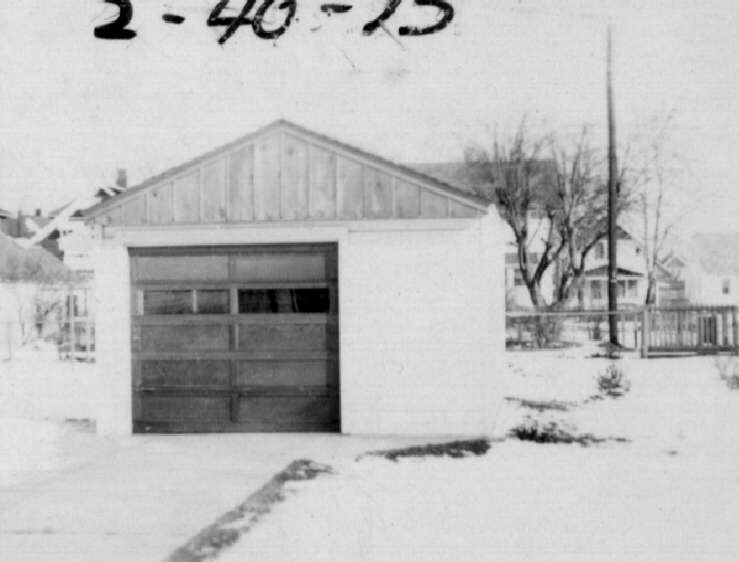
Garaje residencial independiente de 1955 visto en Toledo, Ohio.

Muchas puertas de garaje se abren hacia arriba mediante un accionamiento eléctrico de cadena, que a menudo puede controlarse automáticamente desde el interior del vehículo del residente con un pequeño transmisor de radio. Los garajes están conectados a la carretera más cercana con una entrada de vehículos. El espacio interior para uno o dos coches es normal, y los garajes construidos después de 1950 suelen tener una puerta que conecta el garaje directamente con el interior de la casa (un "garaje adjunto"). Los garajes anteriores solían ser independientes y estar situados en el patio trasero de la casa, al que se accedía a través de un largo camino de entrada o desde un callejón.
En el pasado, los garajes solían ser edificios separados de la casa ("garaje independiente"). En ocasiones, se construía un garaje con un apartamento encima, que podía alquilarse. A medida que los automóviles se hicieron más populares, el concepto de unir el garaje directamente a la casa se convirtió en una práctica común. Mientras que una persona con un garaje separado debe caminar al aire libre en cualquier tipo de clima, una persona con un garaje adosado tiene un paseo mucho más corto dentro de un edificio.
A principios del siglo XXI, las empresas empezaron a ofrecer "garajes portátiles" en Estados Unidos. Normalmente, estos garajes están hechos de metal, madera o vinilo y no se conectan a la casa u otra estructura, como el garaje construido antes de 1950. Estos garajes portátiles suelen tener un suelo fuertemente reforzado para sostener un vehículo pesado. Los garajes también se producen como garajes de tela compuesta con marcos de metal que son ligeros y garaje portátil en comparación con las estructuras tradicionales de ladrillo y mortero o garaje de metal.
En los últimos quince años, el garaje portátil ha evolucionado aún más hacia un garaje modular o una estructura parcialmente prefabricada. El garaje modular proviene de una fábrica que ensambla el garaje en dos secciones y combina las dos secciones en el lugar. Los garajes parcialmente prefabricados suelen ser más grandes y pueden incluir un ático o una segunda planta. Las secciones del garaje son pre-ensamblados y luego la instalación en el lugar durante unos días time. Los Amish se han convertido en constructores populares de garajes portátiles, modulares y parcialmente prefabricados.

## Garajes notables
Los primeros garajes privados planificados aparecieron mucho antes de 1900. Los primeros ejemplos de garajes públicos planificados aparecieron al mismo tiempo. El primer aparcamiento público del que se tiene constancia en US (Electric Vehicle Company Garage, Chicago) se construyó en 1898, en el UK (Christal Palace Garage, Londres) en 1900 y en Alemania (Großgarage der Automüller G.m.b.H., Berlín-Wilmersdorf) en 1901.
Posiblemente, el garaje más antiguo que existe en el Reino Unido se encuentra en Southport Lancashire. Fue la primera casa o garaje de automóviles que apareció en una revista de automovilismo inglesa, en The Autocar del 7 de octubre de 1899. Era propiedad del Dr. W.W. Barratt, médico local y pionero del automovilismo, y se diseñó especialmente para su casa de 29 Park Crescent Hesketh Park. Un edificio de dos plantas que hacía juego con el estilo de la casa; el garaje de la planta baja tenía suelo de hormigón, calefacción, iluminación eléctrica, un foso para el motor y estaba totalmente equipado. La casa del motor es ahora de uso residencial.
Uno de los garajes privados más antiguos que se conservan en Alemania es la Automobil-Remise (casa de carruajes para automóviles) de Villa Esche, construida en 1903 por Henry van de Velde en Chemnitz. Carl Benz, el inventor del automóvil, se hizo construir en 1910 una torre con una sala de estudio en la primera planta y un aparcamiento en la planta baja. Todavía existe en Ladenburg, Alemania.

## Galería de imágenes de garajes diversos

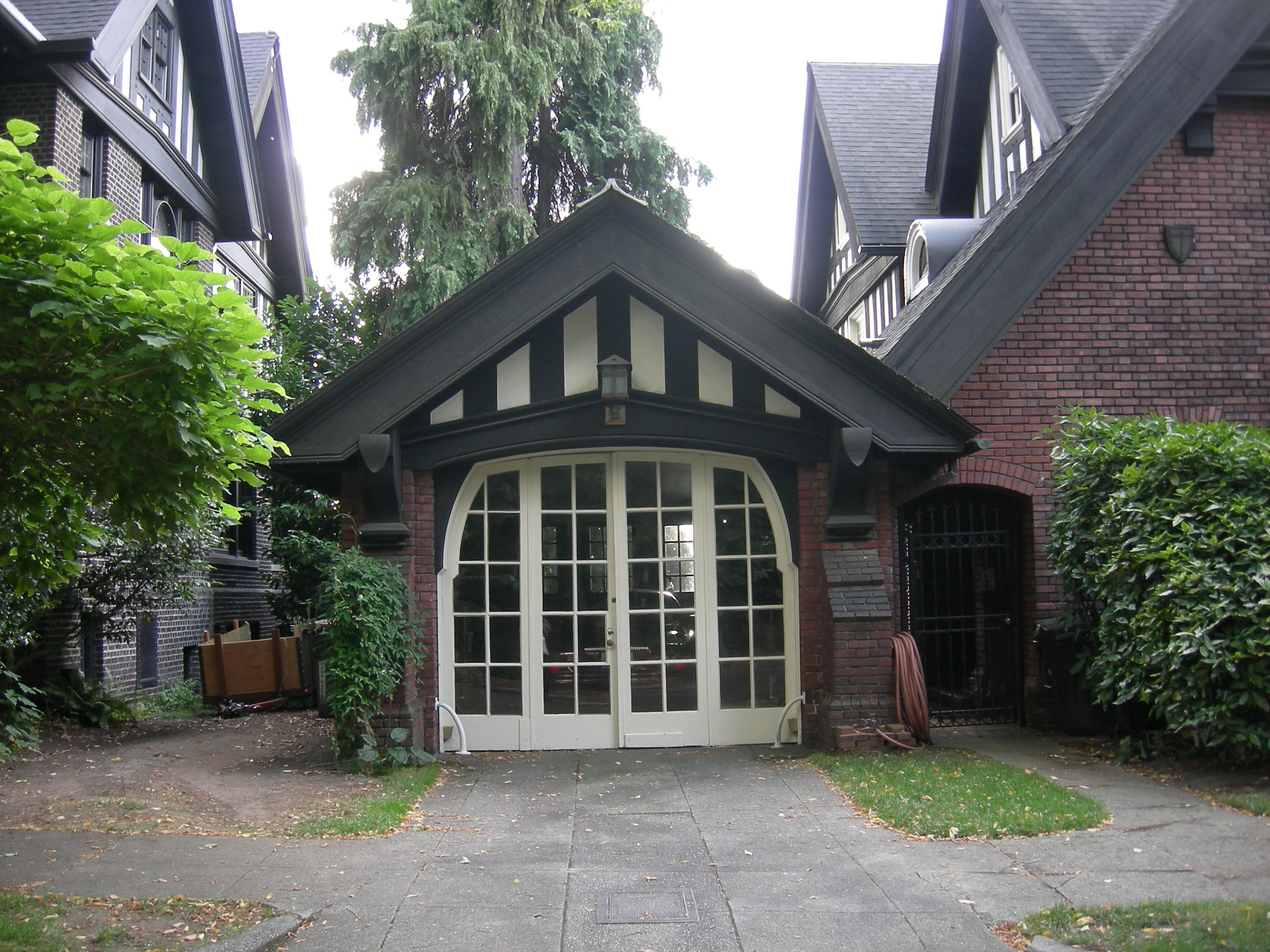
Garaje en un distrito particular de Seattle, Estado de Washington, EE.UU.
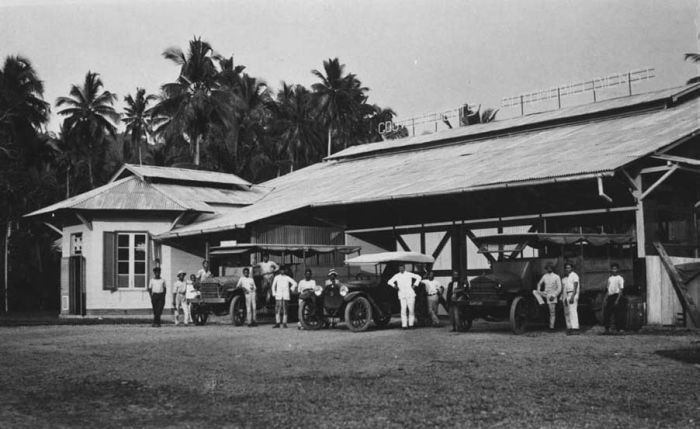
1919: Oficina y garaje del servicio de Coches del Gobierno (Países Bajos).
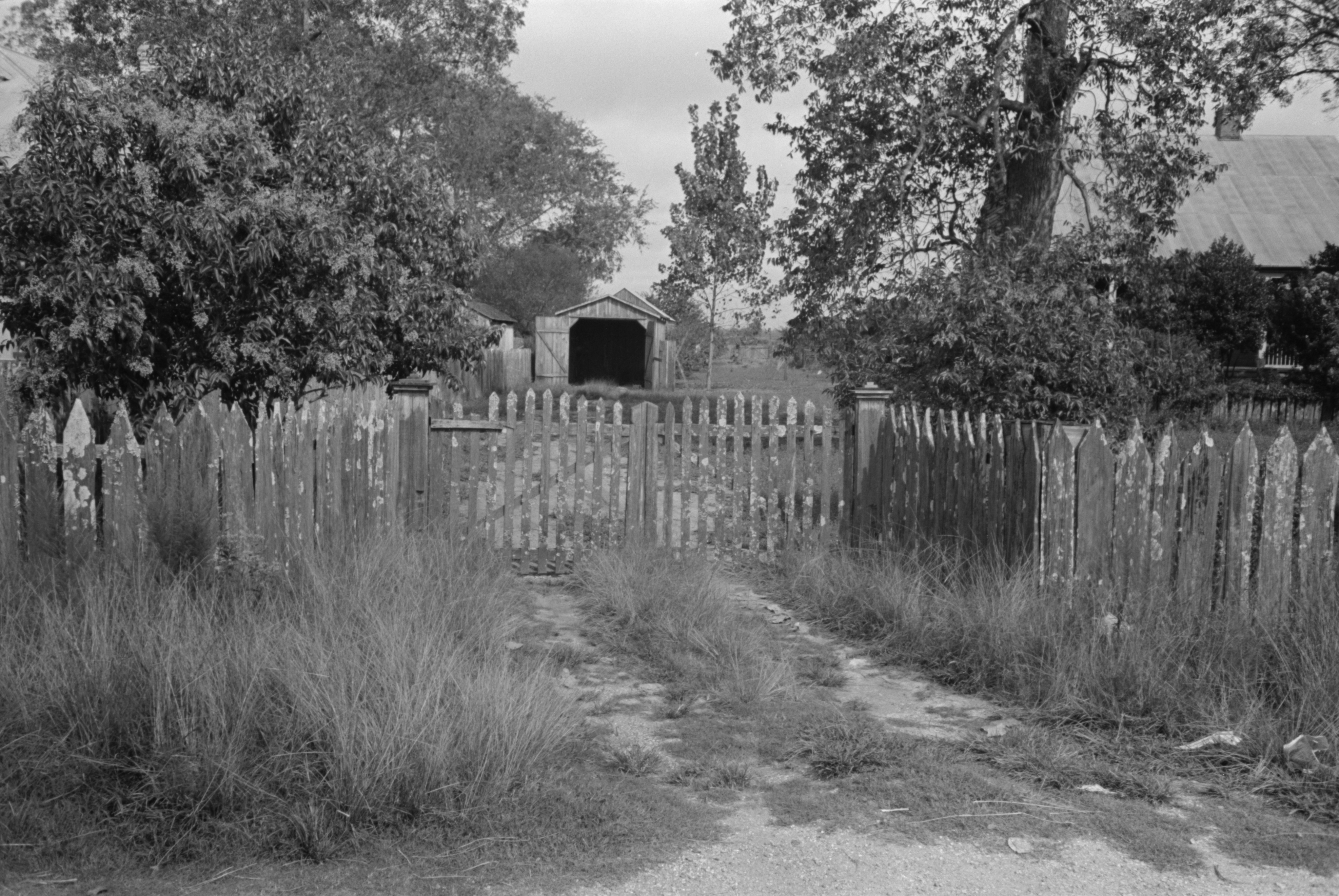
1938: Louisiana, EE.UU.
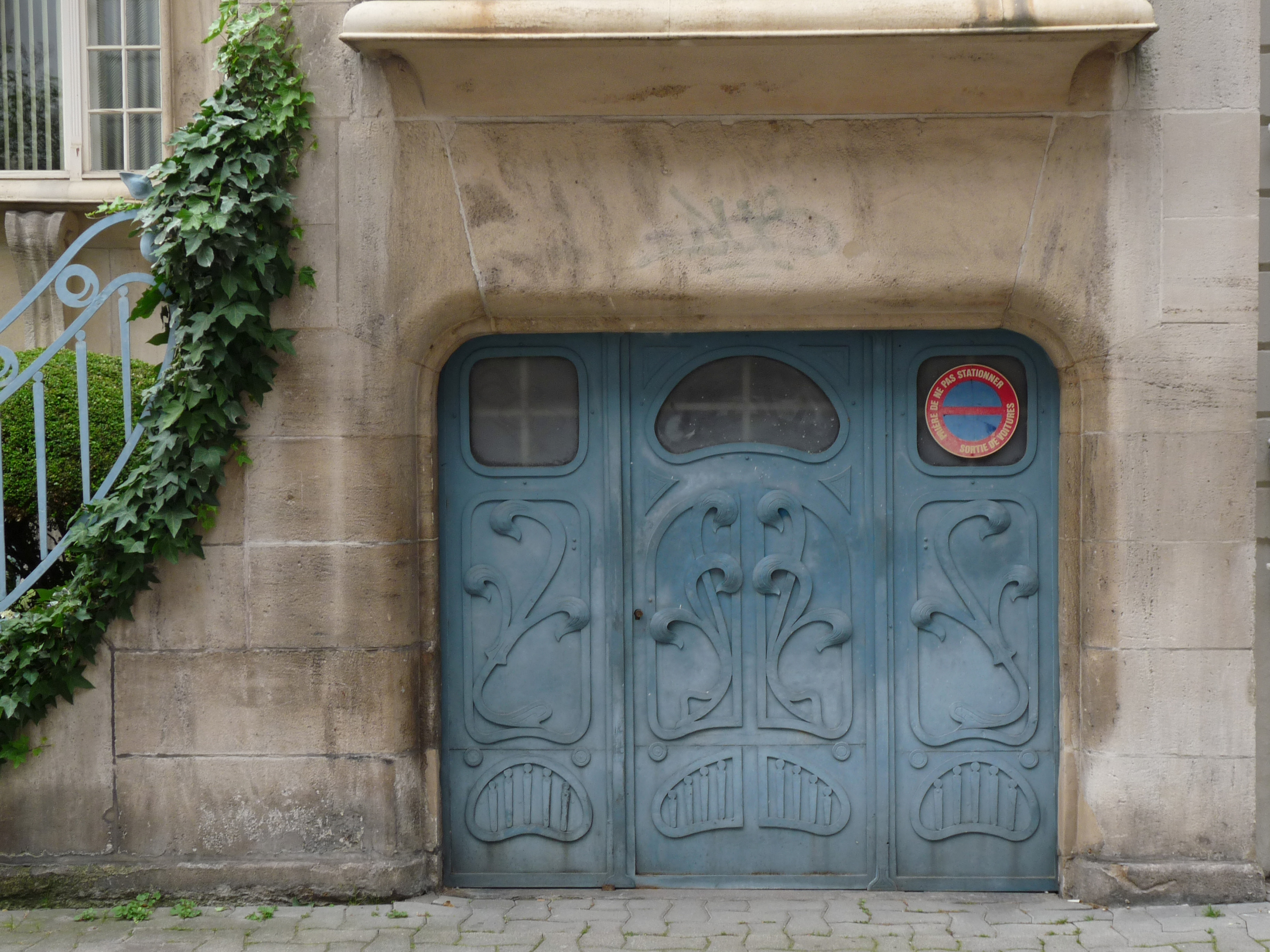
Garaje del Hotel Brion de 1904. Estrasburgo, Francia
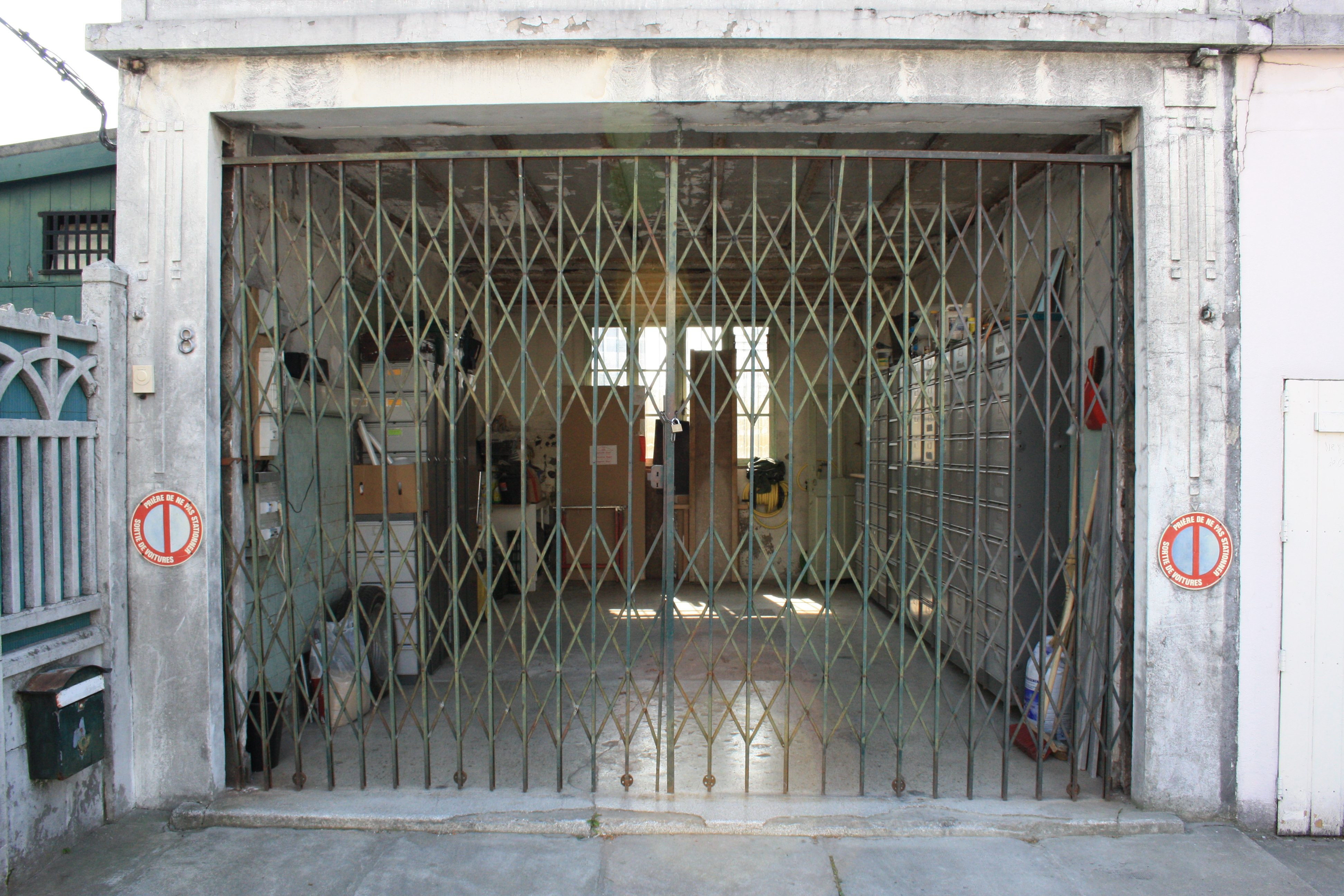
Savigny-sur-Orge, Francia, 2011
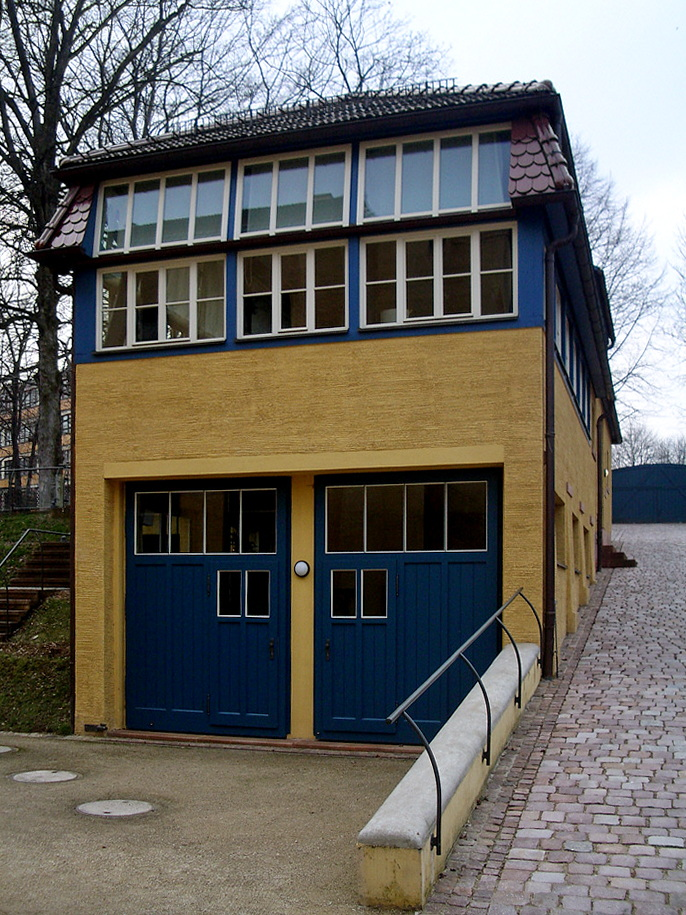
Villa Esche, Chemnitz, Alemania
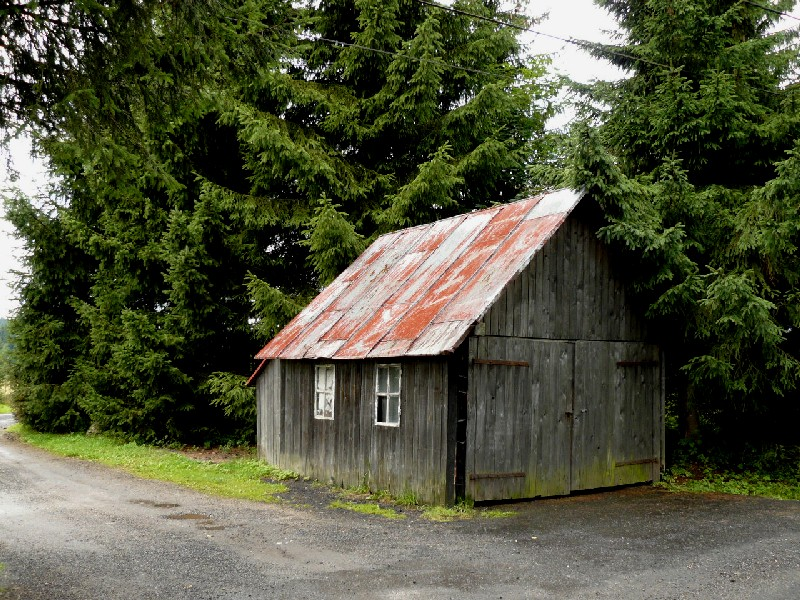
Ost Dřevěná, República Checa (2010)
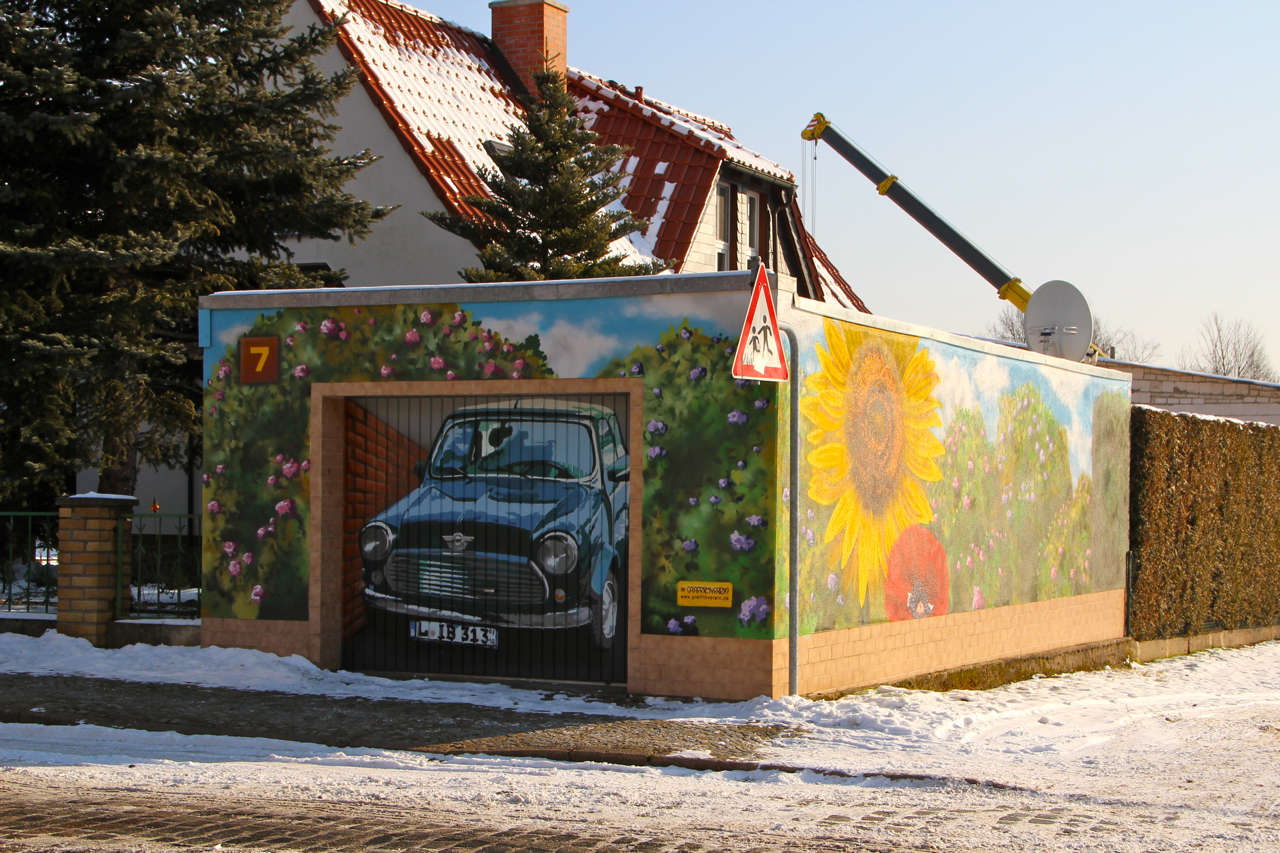
Garaje colorido en Leipzig, Alemania, en 2012
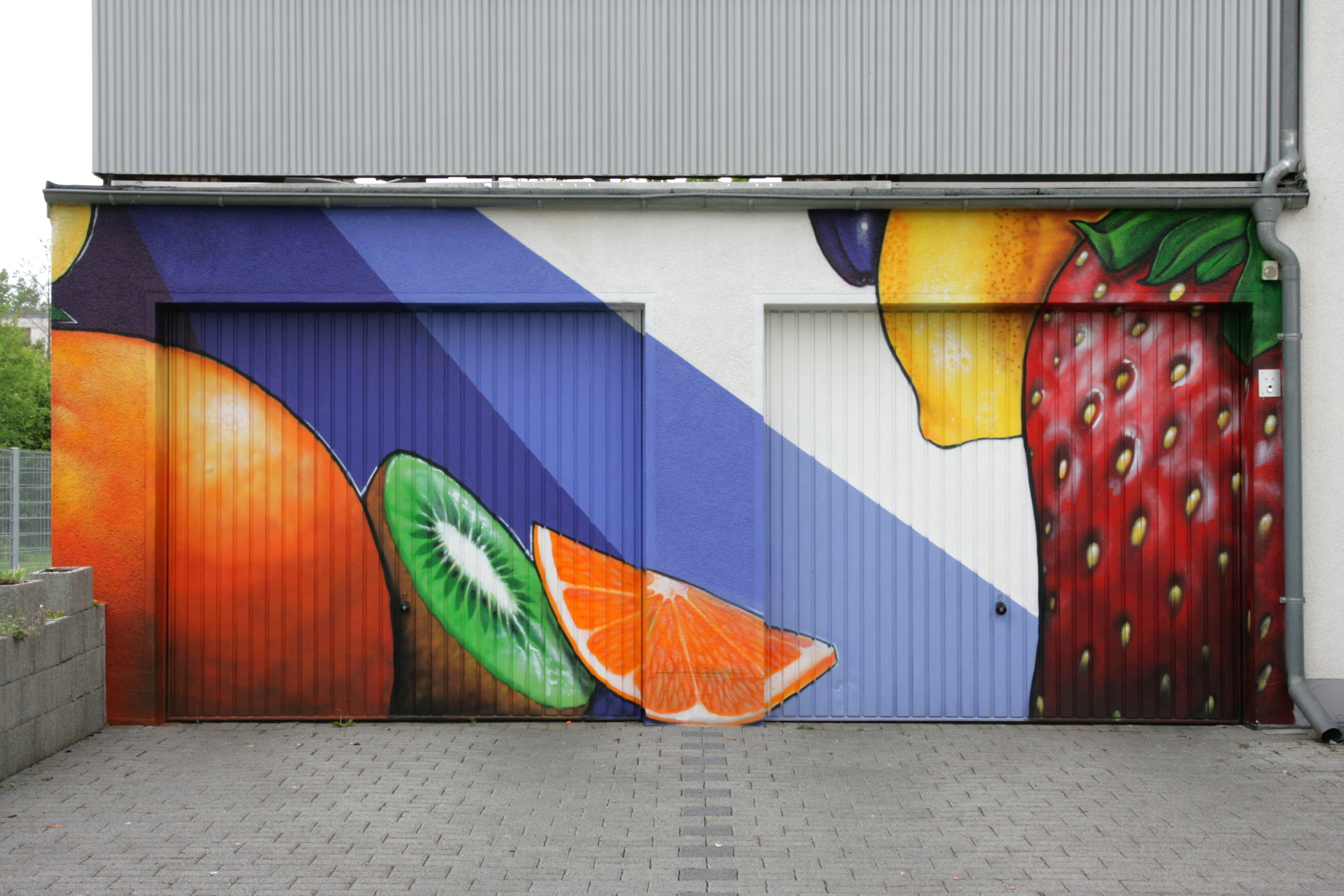
Garaje decorado en Bochum, Alemania
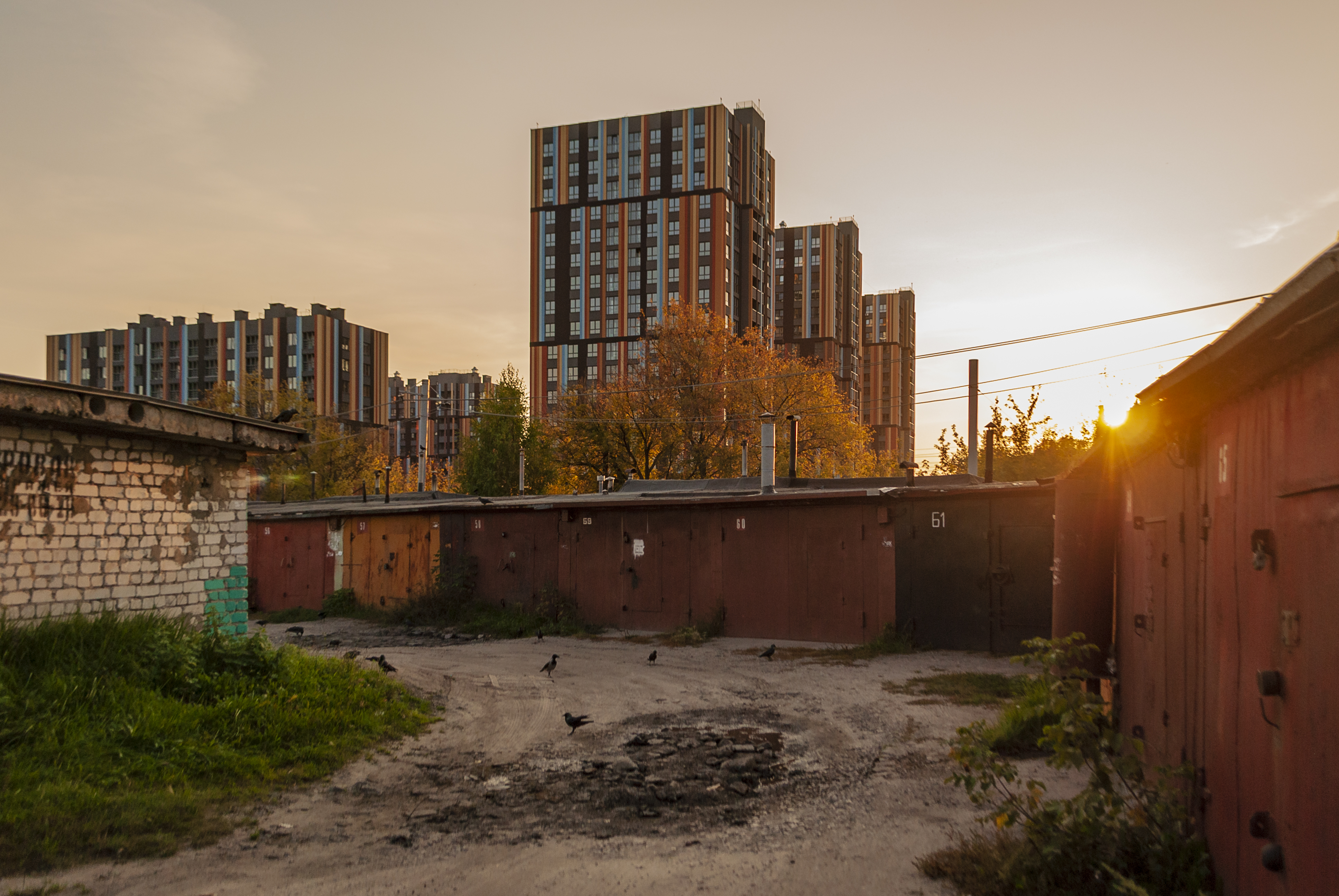
Garajes en Nizhny Novgorod, Rusia
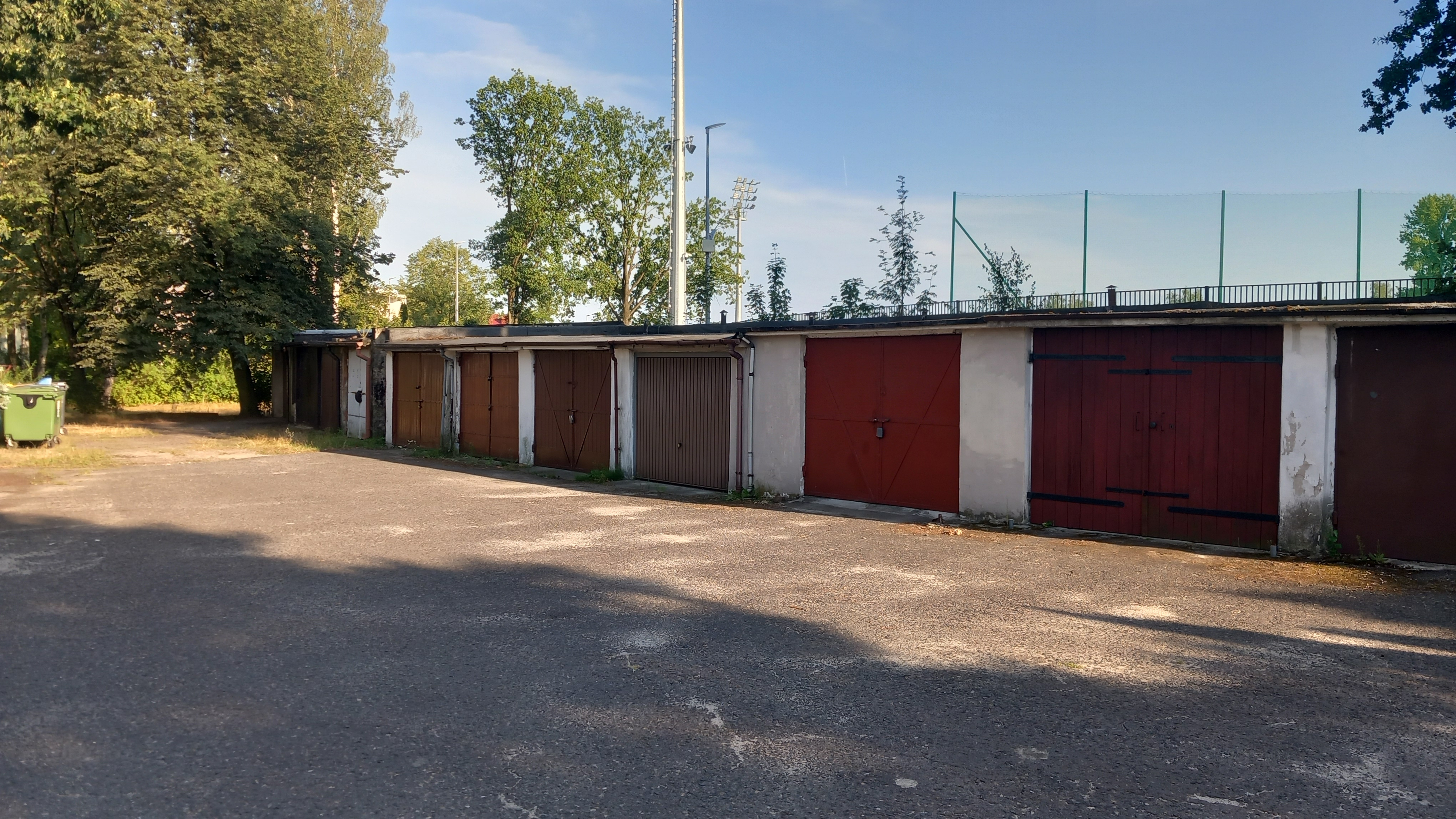
Garajes residenciales agrupados y separados de la viviendas, en Katowice , Polonia
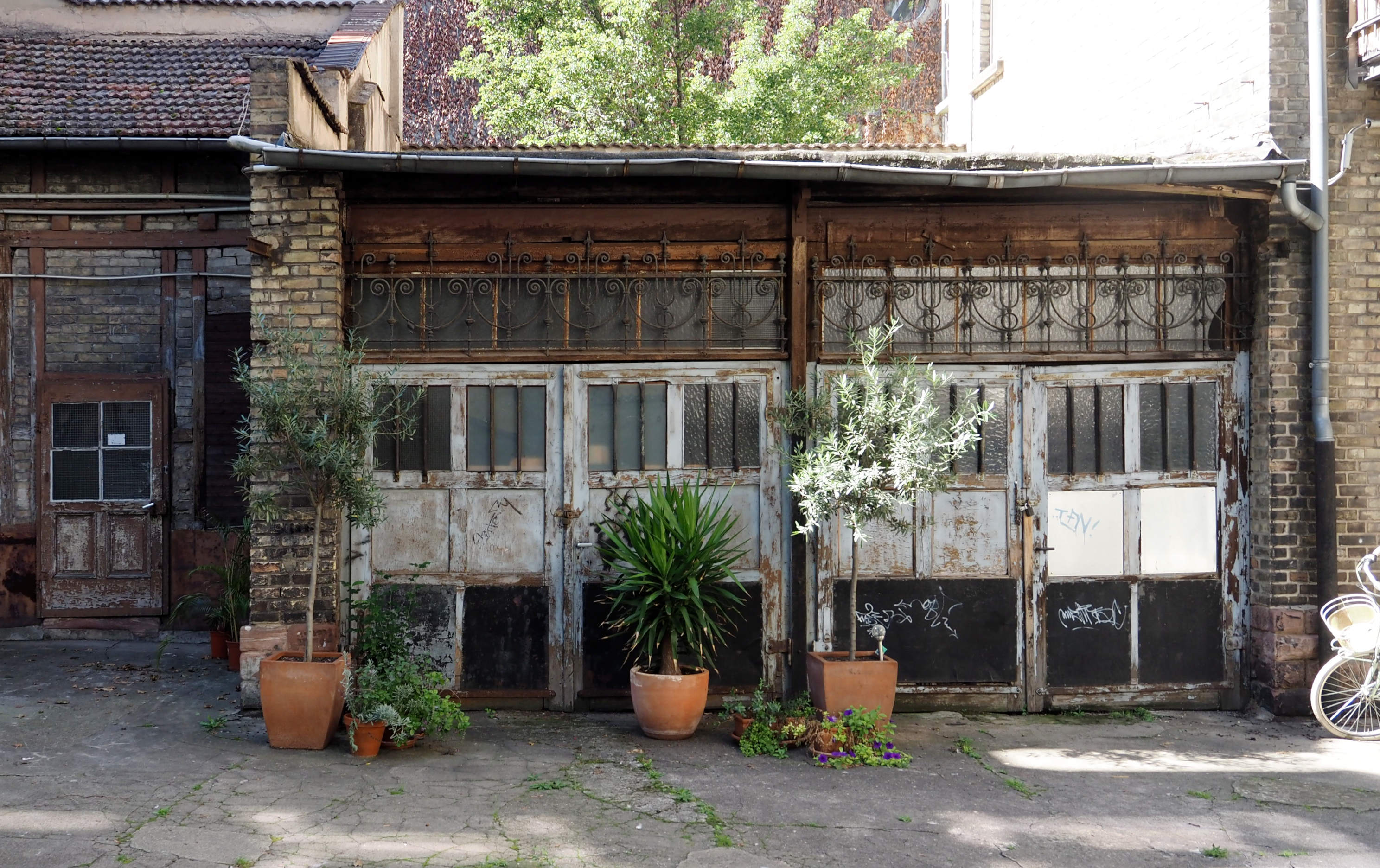
Garajes viejos en en Mannheim, Alemania
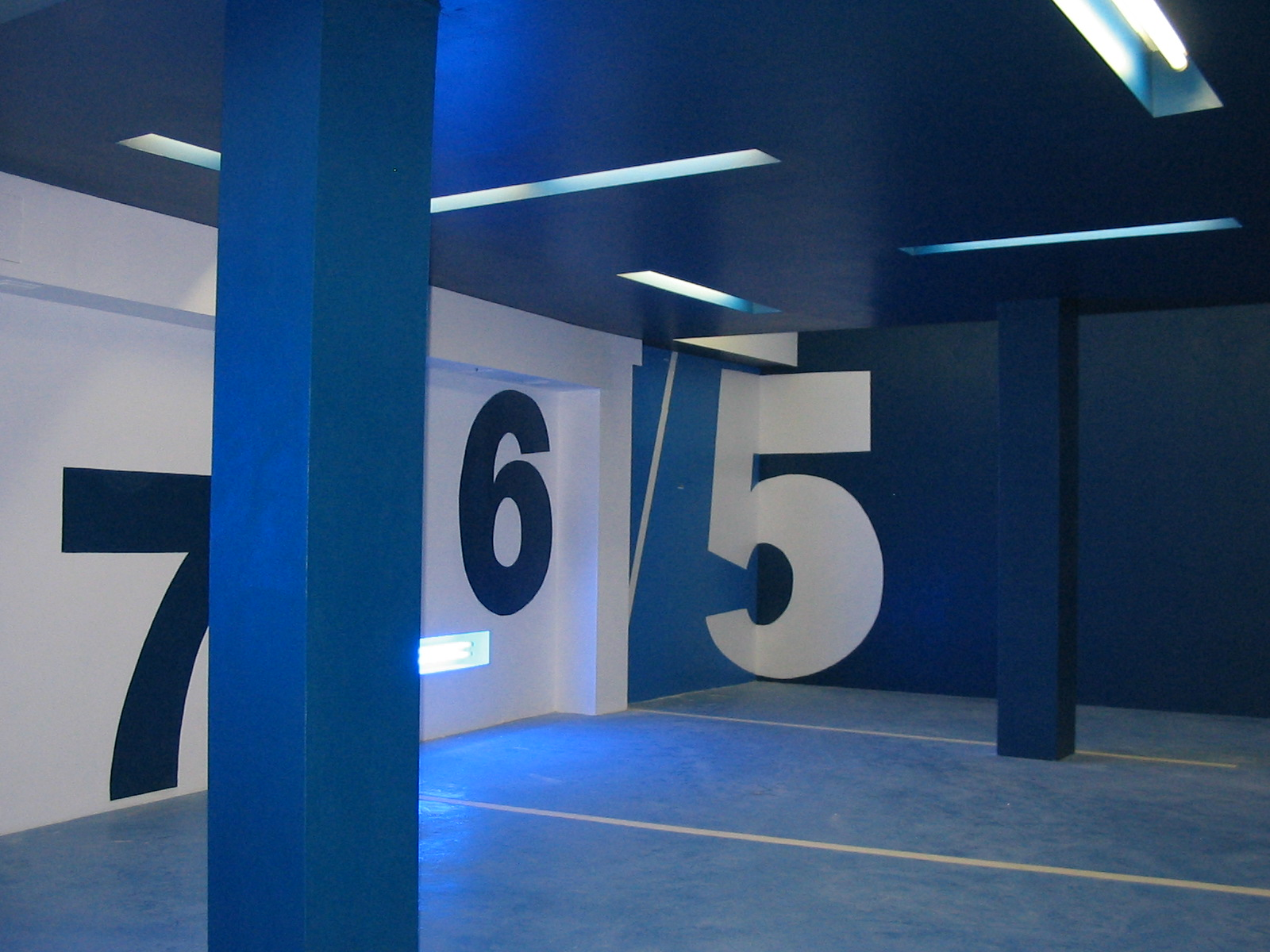
Un sótano habilitado como garaje moderno en Milán, Italia
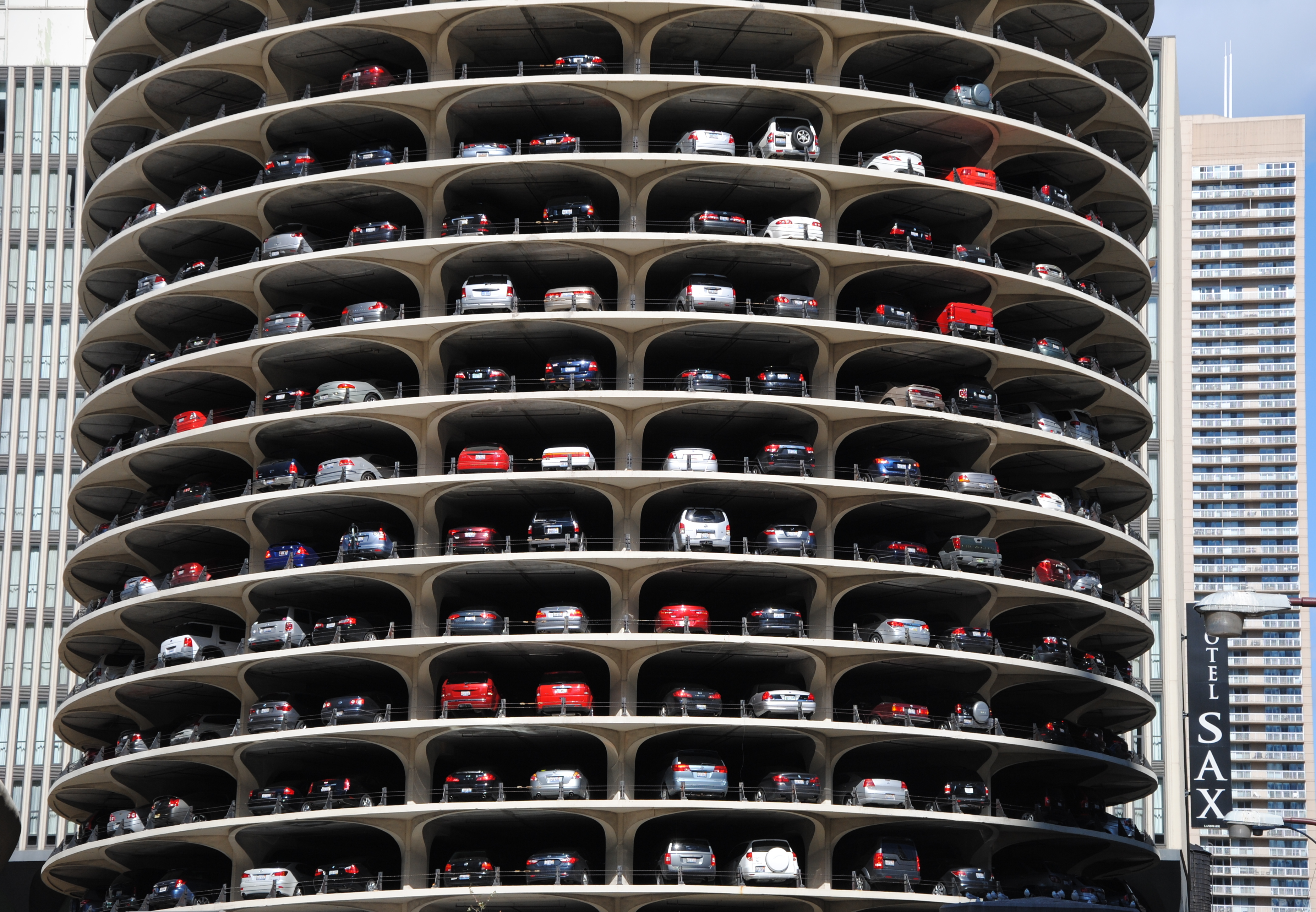
Marina City, Chicago, Illinois. EE.UU.